# Red Granite Pictures
Red Granite Pictures – amerykańska firma zajmująca się produkcją i dystrybucją filmów z siedzibą w West Hollywood, powstała w 2010 roku przez Riza Aziza i Joeya McFarlanda, ale oficjalnie ogłosili swój zespół wykonawczy w maju 2011 roku na Festiwalu Filmowym w Cannes.
Aziz jest prezesem, Randy Hermann jest dyrektorem finansowym, a Danny Dimbort i Christian Mercuri są współprezesami międzynarodowego działu dystrybucji Red Granite International.
Filmy wytwórni stanowią ponad 825 milionów dolarów światowych przychodów ze sprzedaży biletów.

## Produkcja filmowa
- Single od dziecka (2012)
- Zrodzony w ogniu (2013)
- Wilk z Wall Street (2013)
- Rogi (2014)
- Głupi i głupszy bardziej (2014)
- Tata kontra tata (2015)
- Papillon. Motylek (2017)